# Egerpohl
Egerpohl ist eine Ortschaft in der Gemeinde Wipperfürth im Oberbergischen Kreis im Regierungsbezirk Köln in Nordrhein-Westfalen (Deutschland).

## Lage und Beschreibung
Der Ort liegt im Osten der Stadt Wipperfürth an der Bundesstraße 237 im Tal des Flusses Wupper. Der Ort ist auf drei voneinander getrennt liegende Siedlungsbereiche verteilt. Im Bereich der Ortschaft verlaufen die in die Wupper mündenden Gewässer Langensiefen, Haufer Bach und der Hammergraben Egerpohl. Der Hammergraben wird bei Ibach aus der Wupper ausgeleitet und mündet auf Höhe der Nachbarortschaft Niederwipper wieder in die Wupper ein. Nachbarorte sind Niederwipper, Haufe, Böswipper, Neuensturmberg und Küppersherweg.
Politisch wird Egerpohl durch den Direktkandidaten des Wahlbezirks 12.2 (122) Niederwipper im Rat der Stadt Wipperfürth vertreten.

## Geschichte
1548 wurde der Ort erstmals urkundlich erwähnt. Ein Johan van dem Egerpoule wird in einem Erbrentenregister der katholischen Kirchengemeinde Wipperfürth genannt. Die Karte Topographia Ducatus Montani aus dem Jahre 1715 verzeichnet an der Stelle von Egerpohl zwei Höfe. Die Topographische Aufnahme der Rheinlande von 1825 zeigt auf drei umgrenzten Hofräumen vier Grundrisse und ein Mühlensymbol. Die Schreibweise der Ortsbezeichnung ist hier Egerpol. In der Preußischen Uraufnahme von 1840 bis 1844 lautet die Ortsbezeichnung Aegerpohl und die Mühle ist als Eisenhammer gekennzeichnet.
Mit dem 1902 erfolgten Ausbau der Eisenbahnstrecke über Wipperfürth hinaus bis nach Marienheide, erhielt Egerpohl einen Haltepunkt an der Wippertalbahn. Der Haltepunkt Egerpohl befand sich im südlich gelegenen Ortsteil. 1982 wurde der Haltepunkt aufgegeben. Güter- und Personenverkehr in Egerpohl endeten mit der Einstellung des Bahnbetriebes auf dem Streckenabschnitt Wipperfürth Ost und Marienheide im Jahre 1985.
Aus dem Jahr 1976 stammt ein Fußfall aus Grauwacke. In dem Stein ist eine Grotte eingehauen, welche eine Madonna beherbergt.

## Wanderwege
Die Trasse der ehemals durch Egerpohl führenden Bahnstrecke ist zu einem Radweg ausgebaut. Der gesamte Weg trägt den Namen „Alleenradweg Bergisch Born - Marienheide“.

## Busverbindungen
Über die an der Bundesstraße 237 gelegenen Bushaltestelle „Egerpohl“ der Linie 336 (VRS/OVAG) ist eine Anbindung an den öffentlichen Personennahverkehr gegeben.

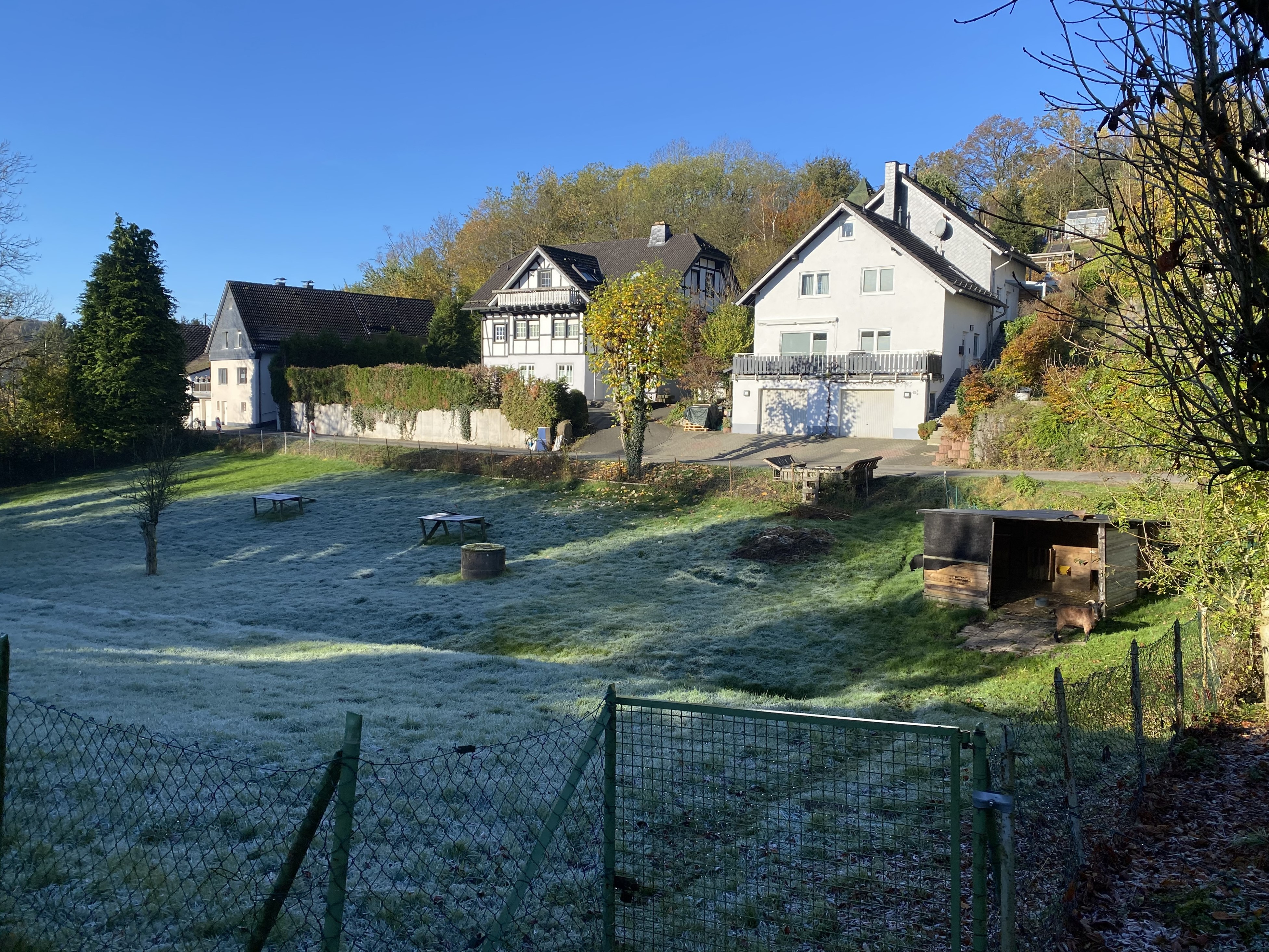
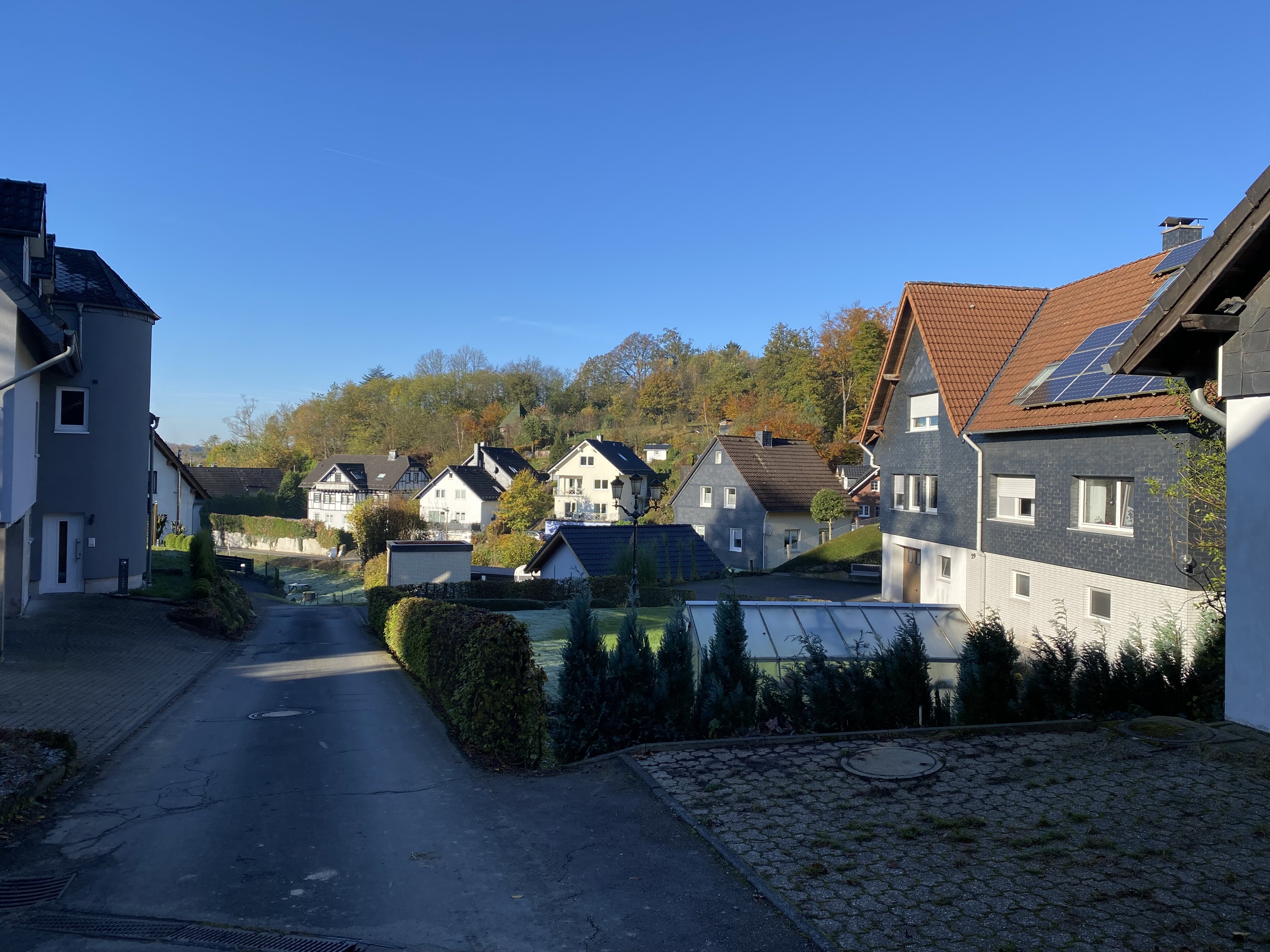